# Partita pour violon seul no 2 de Bach
La deuxième Partita pour violon seul de Jean-Sébastien Bach, en ré mineur, BWV 1004, a été écrite entre 1717 et 1720, et certains élèves de Bach ont suggéré qu'elle fut écrite en mémoire de sa première épouse, Maria Barbara Bach. La partita compte cinq mouvements :
1. Allemande
2. Courante
3. Sarabande
4. Gigue
5. Chaconne

Cette Partita est remarquable notamment par la Chaconne finale. D'une durée de près de quinze minutes en continuité, elle constitue le mouvement le plus long de toutes les sonates et partitas pour violon seul de Bach, et comprend des passages d'une variété et d'une richesse saisissantes.
Un thème commun est partagé entre les quatre premiers mouvements.
L'Allemande insinue un thème à la basse, qui continuera à « hanter » toute la pièce, jusqu'à la Chaconne, qui le dévoilera pleinement ; tandis que les quatre premiers mouvements sont le reflet de la suite de danses baroques allemandes, le caractère sombre de l'ensemble de la pièce est accru par la monumentale Chaconne qui termine l'œuvre.

## Chaconne
L'exécution de la Chaconne, le mouvement final de la Partita en ré mineur, dure entre 12 et 17 minutes environ, ce qui représente plus que le total des quatre autres mouvements précédents. 
Le thème, présenté dès les premières mesures au rythme habituel des chaconnes avec une progression d'accords basés sur le schéma à la basse :
produit toute une série de variations (soixante-trois) dans la suite du mouvement, dont celle du milieu est en mode majeur.
La Chaconne est considérée comme une apothéose du répertoire pour violon seul de l'époque, car elle couvre pratiquement tous les aspects du jeu connus de l'époque où elle a été écrite. Aussi est-elle considérée comme une des pièces les plus difficiles à exécuter sur cet instrument, car elle requiert une grande musicalité et une grande sensibilité mais aussi une excellente technique.
La Chaconne est habituellement exigée de par le monde dans les examens ou concours de violon.

« Sur une portée, pour un petit instrument, cet homme a écrit tout un monde des pensées les plus profondes et des sentiments les plus forts. Si je pouvais imaginer que je puis créer, ou simplement concevoir une telle pièce, je suis assez certain que l'excès d'excitation et de bouleversement me conduiraient à la folie. »

— Johannes Brahms, lettre à Clara Schumann

« Il ne s'agit pas seulement de l'une des plus grandes pièces de musique jamais écrites, mais d'une des plus grandes créations de l'esprit humain. C'est une pièce spirituellement puissante, émotionnellement puissante, structurellement parfaite »

— Joshua Bell

## Interprétations remarquables
Plusieurs enregistrements remarquables de cette Partita ont été réalisés, dont les interprètes sont entre autres Jascha Heifetz, Itzhak Perlman, Yehudi Menuhin, Arnold Steinhardt, Henryk Szeryng, Nathan Milstein, Arthur Grumiaux, Gidon Kremer, Sigiswald Kuijken, Marie Leonhardt, Nemanja Radulović, David Grimal, Hilary Hahn, Maxime Venguerov,Christian Ferras, Marie Cantagrill, Isabelle Faust, Tedi Papavrami, ChristianTetzlaff, Amandine Beyer, Rachel Kolly.

## Transcriptions
La polyphonie suggérée appelle une amplification. Dans le commentaire d’une édition de la partita, Georges Enesco écrit, à  propos des dernières mesures : « on serait heureux de pouvoir saisir trois autres violons et cinq archets pour avoir la force suffisante d’exprimer ce que l’on ressent en un tel moment ! »
La chaconne a fait l'objet de très nombreuses transcriptions.

### Pour instruments à vent solo
La Chaconne a été transcrite pour plusieurs instruments à vent, notamment flûte, clarinette, saxophone.
Ces instruments ne pouvant émettre qu’un seul son simultané, les passages en doubles cordes sont simplifiés et les accords de trois ou quatre notes en triples ou quadruples cordes sont rendus par des arpèges où la résonance du violon est perdue, de même dans les successions d’arpèges.
Certaines versions écrêtent l’ambitus originel de trois octaves par transposition de certains passages.
La virtuosité de la flûte convient dans les passages mélodiques rapides legato et l’expressivité de certains instruments peut s’approcher de celle du violon sans cependant l’égaler.
Ces transcriptions sont donc un appauvrissement de la version originale.

### Pour mandoline
La Chaconne a été jouée à la mandoline dont l'accord est celui du violon mais le jeu très différent. Les tenues de notes simultanées dans les passages en double cordes ne peuvent pas être produites par le plectre et les parties polyphoniques sont appauvries.

### Pouraltoet pourvioloncelle
Ces transcriptions sont essentiellement des transpositions pour s’adapter à la tessiture de chaque instrument dont le jeu est comparable à celui du violon. Ces versions sont donc très proches de l’original.

### Pour guitare
Les transcriptions sont nombreuses depuis celle d'Andrés Segovia qui enrichit quelque peu l’harmonie en ajoutant des notes à certains accords, particulièrement par le ré de la corde grave. D’autres guitaristes choisissent de jouer simplement la partition pour violon, les tons de ré mineur et de ré majeur dans lesquels se déroulent la Chaconne convenant à la guitare.
Ces interprétations correspondent au caractère intime de l'original. D'après le musicologue Marc Pincherle « l'opinion peut être partagée sur le meilleur instrument pour la chaconne. Ce qui est perdu dans les passages mélodiques notamment dans ceux comportant des gammes en doubles ou triples croches où le legato est moins bien rendu, est gagné dans les parties polyphoniques où les différentes parties sonnent simultanément et non comme des arpèges brisés ».
La résonance de la guitare, supérieure à celle du violon fait également mieux ressortir la polyphonie virtuelle des passages en arpèges.
Marc Pincherle note également que la chaconne est une danse d'origine ibérique et que l'œuvre de Bach reproduit certains schémas harmoniques de l'accompagnement de chansons populaires espagnoles.
La chaconne est également interprétée au luth.

### Instruments à clavier
Parmi plusieurs transcriptions depuis le XIXe siècle, les plus connues sont celles de Brahms pour la main gauche, très sobre, qui reprend la partition très peu modifiée et celle de Ferruccio Busoni qui l’amplifie considérablement par une harmonisation très riche.
Après la première version de William Thomas Best dans la deuxième moitié du XIXe siècle, d’autres transcriptions ont été écrites pour orgue au XXe siècle.
Dans la préface de sa transcription de 1955, l’organiste John Cook écrit : « La Chaconne est sublime dans sa forme d’origine et beaucoup estiment que seul un violon solo peut exprimer la plénitude de cette immense musique. Cependant il n’est pas déraisonnable de penser que Bach aurait pu choisir l’orgue comme l’instrument convenant le mieux à une transcription. Une bonne interprétation au violon apparaît comme le meilleur guide pour une adaptation à l’orgue, les deux instruments que Bach aimait particulièrement ayant des points communs ».
La Chaconne est également interprétée au clavecin, par exemple par Gustav Leonhardt qui en a fait sa propre transcription, et à la harpe.

### Adaptations à des ensembles
Felix Mendelssohn et Robert Schumann ont écrit un accompagnement de piano à la partie de violon.
Carl Reinecke a écrit une transcription pour deux pianos. Il existe de très nombreuses versions de la Chaconne, pour plusieurs instruments, musique de chambre, du duo de violons au quatuor à cordes et ensembles plus importants, orchestres de saxophones, de flûtes à bec, jusqu’à l’orchestre symphonique dont celui enregistré par Leopold Stokowski.